# Vinnö
Vinnö är en bebyggelse i Kristianstads kommun i Skåne län. I södra delen av Vinnö ligger Karpalund.
Vinnö räknades av SCB intill 2018 som en egen tätort för att därefter klassas som en del av tätorten Färlöv.

## Befolkningsutveckling
| Befolkningsutvecklingen i Vinnö 1960–2015 | Befolkningsutvecklingen i Vinnö 1960–2015 | Befolkningsutvecklingen i Vinnö 1960–2015 | Befolkningsutvecklingen i Vinnö 1960–2015 | Befolkningsutvecklingen i Vinnö 1960–2015 |
| ----------------------------------------- | ----------------------------------------- | ----------------------------------------- | ----------------------------------------- | ----------------------------------------- |
|                                           |                                           |                                           |                                           |                                           |
| År                                        |                                           |                                           | Folkmängd                                 | Areal (ha)                                |
| 1960                                      | 1960                                      |                                           | 406                                       |                                           |
| 1965                                      | 1965                                      |                                           | 397                                       |                                           |
| 1970                                      | 1970                                      |                                           | 382                                       |                                           |
| 1975                                      | 1975                                      |                                           | 357                                       |                                           |
| 1980                                      | 1980                                      |                                           | 358                                       |                                           |
| 1990                                      | 1990                                      |                                           | 548                                       | 93                                        |
| 1995                                      | 1995                                      |                                           | 509                                       | 93                                        |
| 2000                                      | 2000                                      |                                           | 488                                       | 93                                        |
| 2005                                      | 2005                                      |                                           | 496                                       | 93                                        |
| 2010                                      | 2010                                      |                                           | 536                                       | 93                                        |
| 2015                                      | 2015                                      |                                           | 499                                       | 58                                        |
|                                           |                                           |                                           |                                           |                                           |